# رالف لانداو
رالف لانداو (بالإنجليزية: Ralph Landau) (و. 1916 – 2004 م) هو كيميائي من الولايات المتحدة الأمريكية . شارك في مشروع مانهاتن .وكان عضواً في الأكاديمية الأمريكية للفنون والعلوم .
توفي عن عمر يناهز 88 عاماً.

## التعليم
تعلم في جامعة بنسلفانيا

## جوائز
حصل على جوائز منها:
- ميدالية بيركن [الإنجليزية]‏ (1981)
- وسام جون فريتز.